# 水手服反逆同盟
《水手服反逆同盟》，是1986年10月13日至1987年3月23日每週一19:30～20:00在日本電視台系列播出的日本電視劇，由日本電視台與UNION電影製片，中山美穗、仙道敦子、山本理沙、後藤恭子等人主演。
片頭對白「青春是悲傷和苦難。這個故事以邪惡的巢穴黑鳥學園為背景，是一部有著黑暗過去和秘密的少女勇敢對抗邪惡的戰鬥劇!!」。

## 概要
為了打倒掌控10多年前的超級精英學校黑鳥學園高中的校長派系。擁有黑暗過去和秘密的少女們組成了「水手服叛亂聯盟」，穿著白色水手服和浮華的妝容一部關於年輕人為了隱藏自己的真面目並拯救學校而與邪惡作鬥爭的動作劇。收視率最高為15.3%。
它是為了與富士電視台的《飛女刑事》系列競爭而製作。

## 登場人物

### 水手服反逆同盟
在第18話之前，反逆同盟的成員是由美、瑠璃、惠，但在第19話的尾聲時，美穗才正式加入，成為新的反逆同盟。不過，在命名時，反逆同盟卻沒有改變。
山縣美穗
演：中山美穗
雖然是理事長的女兒，但她暗中討厭黑鳥學園現行的體制，卻熱愛前任理事長領導下的學校，並經常拜訪前任理事長的辦公室。雖然她憎恨父親強行接管她，但她無法停止對他的憎恨和沮喪，當反逆同盟陷入危機時，她偷偷地繼續拋擲爆炸的紅玫瑰來提供幫助。由於她是理事長女兒的身份，她遭到了瑠璃、惠的迴避。當她最好的朋友香織被父親的陰謀殺害後，她再也無法控制自己的憤怒，在由美的敦促下成為了反逆同盟的一員。
她深受學校老師的尊敬，稱她為「美穗小姐（ミホお嬢様）」，加入反逆同盟之後，她利用自己的關係充當師生之間的中間人。
在片頭字幕中，中山美穗的名字第一個出現，但由於中山同時在拍另一部電視劇，所以一開始她出場的次數並不多，甚至有幾次根本沒有出現（那時她的名字被移到了末尾）。
她是在故事的後期才加入反逆同盟，並塗著紫色眼影和口紅出現，長髮用絲帶綁在腦後。武器是一朵紅玫瑰，她透過揮舞它來攻擊（玫瑰的花瓣可以像刀子一樣被切割）。也可以讓玫瑰飛翔，並讓它們爆炸。
高由美
演：仙道敦子
她受到瑠璃、惠的邀請加入反逆同盟。同盟中的佼佼者，成績優秀，擅長體育的優等生。當她4歲時，她的母親因虐待兒童而差點殺了她，當時她胸口上的刀傷至今仍是舊傷疤。此後，她在擁有空手道段位叔叔的養育之下長大，因此她的空手道技能得到了證明。受到帶走母親的男子外罩上的「黑鳥」徽章的啟發，她從福岡縣立大隈高中轉學到也有同樣「黑鳥」徽章的黑鳥學園。日本高中馬拉松新紀錄保持者。
在片頭字幕中，仙道敦子的名字出現在末尾，飾演美穗的中山直到故事的中期才出現，所以她在故事的初期和中期被描繪成故事的中心人物。
變裝時，她留著及肩的黑髮，塗著深色眼影和紅色口紅。武器是從叔叔那裡得到的帶鎖鏈的皮手套，並使用身體進行戰鬥攻擊（戴著皮手套的拳頭攻擊、高踢、迴旋踢、跳躍飛踢等）。
弓削瑠璃
演：山本理沙
反逆同盟的成員。由於個性剛強，常與由美發生衝突，但內心卻是個善良的人，對感情很敏感。
她作為牧野的偵察員成為反逆同盟的一員，變裝時，她留著有一頭細長的鋼絲燙髮型，塗著紅色口紅。武器是附在腿上的一把鋒利的彫刻刀，它像刀一樣投擲並刺向敵人。
當合田告訴她的胸部很小時，她反駁說它們將來會變大。合田在學術能力測驗中作弊，向成績較差的學生收取捐款，結果被判定作弊不及格，給0分。由於母親的病情和高昂的住院費用，她無法支付每件物品10萬日元的捐款，而被停學，並被迫在一家破爛的俱樂部打工。
澀川惠
演：後藤恭子
身為反逆同盟的一員，平常很溫順，但生氣的時候卻是最可怕的。由於她們嚴肅而純潔，所以很容易被愚弄。由美和瑠璃之間的調解人。瑠璃稱她為。過去，響起的都是女番長。
和瑠璃一樣，她作為牧野偵察兵加入了反逆同盟，變裝時，她留著一頭側馬尾髮型，塗著綠色眼影和口紅。武器是一條繫在圍巾上的樹脂鏈。她還用鐵鍊勒死自己並翻轉物體。
由於不擅長英語，她被選入片岡的特殊班。在第10話中，奧黛麗稱讚她的發音非常好。由於她在受到攻擊時扔出了一束紅玫瑰，因此被誤認為是紅玫瑰使用者，被奧黛麗囚禁起來。

### 反逆同盟的夥伴
合田雄太
演：南一輝
笨手笨腳但討厭不起來的男學生，擔任反逆同盟的情報收集員。為了報復中學時欺負自己的人，他轉學到了黑鳥學園。喜歡上了由美。由美和美穗稱他為，瑠璃和惠稱他為「雄太」。
牧野
演：山本紀彥（第1、2話）
2年A班導師。他原本計劃與瑠璃圭等人結成反逆同盟，以淨化已經成為罪惡巢穴的學校，但當他試圖釋放被關押在拘留所的合田時，卻被抓獲，高澤和他的朋友強迫他喝醉，然後將他推入多摩川淹死。

### 黑鳥集團
山縣祐一郎
演：南原宏治
12年前，他成為黑鳥學園的理事長。他在保護美穗時因交通事故導致腰部以下癱瘓。他患有心臟病，有時會發作。本來想把學校的管理權交給美穗，不過…
葉室加壽子
演：奈美悅子
山縣祐一郎的再婚伴侶，也是美穗的繼母。事實上，她是由美的親生母親，也是試圖殺死她、傷害她、給她留下舊傷痕的人。她是黑鳥學院現任實際上的最高層，也是所謂「B計劃」的核心人物，該計劃旨在將學校轉變為精英培訓學校「白鳥學園」，並實現全國性的目標。各個領域來佔據主導地位。她的性格比她的丈夫更殘酷，美穗鄙視她，稱她為「一個只是她父親的第二個結婚對象的女人」。
秘書
演：銀粉蝶（第22、23話）
葉室加壽子的親密助手，是個不惜一切代價執行B計畫的冷酷女人，臉上總是一副撲克臉，讓人很難猜出她在想什麼。雖然她表面上聽從加壽子的命令，但從某種意義上說，她是最邪惡的人，因為當她無法殺死由美時，她試圖在背後殺死由美。

### 黑鳥學園
馬場志津夫
演：藤岡重慶
黑鳥學園校長。他有著酷愛雪茄的黑幫老大的外表。他稱美穗為「小姐」並尊重她，但當他得知她是反逆同盟的成員時，他毫不猶豫地攻擊她。
真下豐子
演：中島春美
黑鳥學園副校長。辛辣高傲。她身為校長情婦，深愛著校長。她和馬場被反逆同盟擊倒。
九條榮
演：竹中直人
變態老師。他的具體職位不得而知，但他處於行政級別的職位。一個狡猾的人，他用不同的語氣，令人想起一個有多重性格的人。在句尾總是加上。校長告訴他「你比發生在豹藤事件中的罪魁禍首還要令人毛骨悚然」。
作為B計畫的測試案例，他使用帶有發射器的手鐲來監控學生的行為，並讓紀律委員會逮捕那些晚上外出的人。當他被反逆同盟逼入絕境時，他試圖用他的多重人格行為進行迷惑，但沒有成功，被美穗的玫瑰拳擊倒。
佐伯一八
演：安岡力也
體育老師。牧野去世後，他成為2年A班的班導師。雖然他不擅長用頭腦作為力量戰士，但有時他也會做出一些伎倆，例如用烤鰻魚的煙霧引誘被困的學生。他手中的竹劍是杖刀。雖然他試圖在學生面前表現得絕對存在，但他卻遇到了很多麻煩，例如當他的恩師透露他在他身上撒尿時，儘管他是一名體育老師，但他是個傻瓜。
北島
演：宮田州（第3話）
柔道社顧問。他是一位暴力的老師，個性非常陰暗。
凱西片岡
演：杭特·凱西（第4話）
英語老師。他也擔任美穗的家庭教師。他假裝失明，試圖用拜倫的詩對學生進行催眠洗腦。
龜井
演：椎谷建治（第5話）
黑鳥學園事務長。他與雲野串通進行搶劫。嚴格來說，他是在為學校做壞事，很難稱得上是敵人的代理人。據信他最終被解雇了。
奧黛麗·貝克
演：伊芙琳·貝紐（第10話）
片岡的繼任英語老師。她其實是校長僱用來消滅反逆同盟的卡牌殺手。
立川正太郎
演：丹古母鬼馬二（第12話）
龜井的繼任事務長。他透過將女學生賣給骯髒的俱樂部來籌集捐款來賺錢。在戰鬥中，他變身時身穿白色美式足球隊服和戴著頭盔。被反逆同盟擊敗後，他因「嚴重損害學校榮譽」而被解職。這項消息發佈在學校的公告欄上，獲得了學生們的掌聲。
惡田腦水
演：三谷昇（第13話）
化學社顧問。他利用過去被殺的學生進行人體復甦實驗。只有一隻眼睛。
岩清水
演：大杉漣（第19話）
山縣理事長秘書。奉理事長之命，計劃炸毀教育聯盟。
東條又一郎
演：黑部進（第20話）
黑鳥學園理事。作為加壽子的得力助手推動B計劃。

### 2年A班學生
- 藤澤亞紀：藤尾亞紀
- 麻理：瓜生麻理
- 真由美：森田真由美（日语：森田まゆみ）
- 博子：森口博子
- 岡本章子：岡谷章子
- 智惠美：立原智惠美（日语：立原ちえみ）
- 佐川武：真矢武（日语：真矢武）
- 田邊航：渡邊航（日语：渡辺航）
- 山口：山本義明（日语：山本顔之介）
- 森口：細川明
- 椎名梢
- 山本茂利
- 日向明夫
- 水野勝章

### 客串

#### 第1話「」
由美的叔叔
演：愛川欽也（特別客串）
住在福岡。在母親的帶領下，他收養了由美並撫養她長大，教她武術，儘管他已經準備好她有一天會離開他。
高澤
演：森一馬（第2話）
學生會指導部的指導部長。就連學校裡的壞人看起來都無比強大，但在反逆同盟面前，她們就如同嬰兒一般。

#### 第5話「」
小宮
演：奧村公延
自學校建校以來一直在學校工作的清潔工。與瑠璃很近。龜井強迫他自殺以補償被竊的錢財。
雲野
演：清水宏
金融公司「Skoyaka Loan」的總裁。他與龜井密謀竊取學校的錢。

#### 第6話「」
濱渡達也
演：石山浩
學校後援會主席的兒子。他威脅目睹了肇事逃逸事件的稻葉稔，當稻葉稔拒絕服從時，他將稔的四肢綁在他的追隨者駕駛的摩托車上，拖著他四處走動。在與反逆同盟的戰鬥中，他試圖用霰彈槍殺死自己的追隨者。
由於他的行為，琉璃等人稱他為惡魔。
濱渡
演：兒玉謙次
達也的父親。代表及學校後援會會長。他試圖掩飾達也肇事逃逸的事實。

#### 第7話「」
西村
演：益富信孝
毒販。他威脅村川從醫院偷走藥品，但隨後綁架了村川的兒子祐介，後者帶著毒品逃走了。

#### 第8話「」
廣田信一
演：深見博
佐伯的學生，天龍組的年輕當家。他利用四人團夥殺死了與他發生衝突的老大。

#### 第9話「」
豹藤史朗
演：古角謙彌
前黑鳥學園教師兼服務生。因被甩而攻擊對自己有好感的女學生的變態。

#### 第11話「」
島田一平
演：相良健治
與雄太遇見的掛布雅之一模一樣的少年。被綁架勒索贖金。雖然角色名不同，但副標題都包含這個名字。

#### 第12話「」
藤澤亞紀的父親
演：傑瑞藤尾
因為女兒的成績而被傳喚，在家長會上發生了爭執。飾演藤澤亞紀的藤澤亞紀是傑瑞藤尾的女兒，兩人僅在第12話共同演出。另外，為本作演唱主題曲的A-JARI成員藤尾領是傑瑞藤尾的親戚。
椎名梢的母親
演：南田洋子
在家長會上，立川請求捐款，並透過支票支付。
日向明夫的父親
演：水野晴郎
在家長會上，立川請求捐款並用信用卡支付。

#### 第13話「」
美涼子
演：速水典子
懷疑學校可能與妹妹的可疑死亡有關，她利用自己莫斯科奧運隊員的身份，潛入學校擔任特殊游泳教練。尋找學校秘密培養的新毛地黃。

#### 第14話「」
岩崎涼子
演：諏訪野詩織
福岡縣立大隈高中的馬拉松選手，由美的後輩。上原誣告她入店行竊並自殺。
上原三郎
演：堀田真三
九條的攝影師朋友。應學校要求，他編造了涼子入店行竊的事。

#### 第15話「」
逆刀京二
演：高木淳也
A-JARI的吉他手。他是個被惠一見鍾情並轉學到2年A班的青年，但事實上，他是被雇用來消滅反逆同盟。空手道高手，擁有造風、瞬間移動等超能力（？）。
展演空間店長
演：近江俊郎
A-JARI表演的展演空間店長

#### 第16話「」
高木惠里香
演：橘由香里
為了履行與勳偷渡的諾言，從少年院逃出來的少女。
小田勳
演：瀨山修
惠里香的情人。其實是一個古柯鹼走私集團的老大。

#### 第17話「」
田崎健悟
演：片桐龍次
自稱報告文學作家。他引誘假叛軍聯盟並偷走了珠寶。

#### 第18話「」
吉川真希
演：楠敏江
佐伯的小學老師，是澳洲石油巨頭。他返回日本，將遺產傳給他的遠房親戚，他的女兒真奈美。
金
演：植田峻
佐伯的律師朋友。他設置了假真奈美，並計劃竊取吉川的遺產。
壯碩男子
演：新海丈夫
金的部下，擁有超人的力量。

#### 第19話「」
西島香織
演：田村奈美
美穗的朋友，立志登上百老匯。她被捲入理事長的陰謀並被殺。

## 製作人員
- 企劃：梅澤勝哉（日本電視台）、小泉英二
- 旁白：中村友美（日语：中村友美 (アナウンサー)）
- 編劇：日暮裕一（日语：日暮裕一）、大川俊道（日语：大川俊道）、園田英樹（日语：園田英樹）
- 音樂：大谷和夫（日语：大谷和夫）
- 導演：江崎實生（日语：江崎実生）、帶盛迪彥（日语：帯盛迪彦）、藤田保行
- 主題歌：A-JARI（日语：A-JARI）「SHADOW OF LOVE」（東芝EMI）
戰鬥場景中也有點放。此外，A-JARI在第15話裡客串登場。
- 插入歌
  - 仙道敦子「Don't Stop Lullaby（日语：Don't Stop Lullaby）」（Hummingbird）[注 5]
  - 山本理沙「Lonely Lion」（VAP）
- 攝影：內田安夫（日语：内田安夫）
- 照明：田宣代士
- 美術：口岳玄
- 録音：井家真紀夫（映廣音響（日语：映広））
- 選曲：關谷行雄（映廣音響）
- 效果：孝行
- 整音： 山本逸美（映廣音響）
- 大道具：美建興業（日语：ケイエッチケイアート）
- 技術：橫山稔
- 動作：日本動作公司
- MA ：映廣（日语：映広）
- 工作室：國際放映（日语：国際放映）
- 現像：IMAGICA
- 製作人：佐藤丈
- 製作人補：安倍夏彥（日语：安倍夏彦）
- 協力製作人：安西一人
- 製作著作：UNION電影（日语：ユニオン映画）

## 放送日程
| 話數   | 播放日期        | 日文標題 | 編劇     | 導演     |
| ------ | --------------- | -------- | -------- | -------- |
| 第1話  | 1986年 10月13日 |          | 日暮裕一 | 江崎實生 |
| 第2話  | 10月20日        |          | 日暮裕一 | 江崎實生 |
| 第3話  | 10月27日        |          |          | 江崎實生 |
| 第4話  | 11月3日         |          | 大川俊道 | 江崎實生 |
| 第5話  | 11月10日        |          |          | 江崎實生 |
| 第6話  | 11月17日        |          | 大川俊道 | 江崎實生 |
| 第7話  | 11月24日        |          | 日暮裕一 | 帶盛迪彥 |
| 第8話  | 12月1日         |          | 日暮裕一 | 帶盛迪彥 |
| 第9話  | 12月8日         |          | 大川俊道 | 帶盛迪彥 |
| 第10話 | 12月15日        |          |          | 帶盛迪彥 |
| 第11話 | 12月22日        |          | 藤田保行 |          |
| 第12話 | 1987年 1月5日   |          | 藤田保行 | 日暮裕一 |
| 第13話 | 1月12日         |          | 藤田保行 | 大川俊道 |
| 第14話 | 1月19日         |          | 日暮裕一 | 帶盛迪彥 |
| 第15話 | 1月26日         |          | 園田英樹 | 帶盛迪彥 |
| 第16話 | 2月2日          |          | 大川俊道 | 帶盛迪彥 |
| 第17話 | 2月9日          |          | 日暮裕一 | 帶盛迪彥 |
| 第18話 | 2月16日         |          | 日暮裕一 | 帶盛迪彥 |
| 第19話 | 2月23日         |          | 大川俊道 | 帶盛迪彥 |
| 第20話 | 3月2日          |          | 大川俊道 | 帶盛迪彥 |
| 第21話 | 3月9日          |          | 園田英樹 | 帶盛迪彥 |
| 第22話 | 3月16日         |          | 日暮裕一 | 帶盛迪彥 |
| 最終話 | 3月23日         |          | 日暮裕一 | 帶盛迪彥 |

## 固定台詞
到第6話為止包含☆，從第7話開始包含「你們是誰!?（何者だ、貴様らは!?）」等反派台詞。此外，從第7話開始，在關鍵台詞上應用了混響。
☆
瑠璃「壞人在黑暗中不斷成長！（闇の中で、のさばり続ける悪党ども！）」
惠「我不能容忍像你們這些壞人（當對手只有一人時，稱為「你這個」）！（てめえら（相手が一人の時は「てめえ」）のようなワルは許せねえ！）」
由美「我要代天成敗！（天に代わって成敗する！）」
★
美穗（第20話～）「純潔與燃燒正義的…（純潔と燃える正義の…）」
全員「水手服反逆同盟！（セーラー服反逆同盟！）」

## 逸事
- 原本只計劃播出一季，但由於收視率出乎意料的好，延長至兩季。另外，在上一個節目（日语：ギャグパラダイス!俺たちにカギはない）之前，同一時段只由樂敦製藥一家公司提供，但在本期節目後，由樂敦製藥等多家公司提供，樂敦製藥提供了由各公司處理的30秒贊助商。這一點，所有贊助商都被每家公司視為30秒。這個系統包括《橙路》、《燃燒吧！哥哥》、《美味大挑戰》[注 6]，一直持續到1989年10月改為讀賣電視台製作時段開始播出的《YAWARA！》，但樂敦製藥在《YAWARA！》中途撤回了贊助（1990年3月底）。
- 當時已經是人氣偶像的中山美穗正在拍攝這部電視劇，以及大約同時開始拍攝和本身主演的青春電視劇（富士電視台）。更注重的中山，在《水手服反逆同盟》裡一開始出場的場景很少，只有「扔玫瑰花的場景（兼用）」，也有因行程滿檔而沒有出現。賣點是中山和仙道敦子一起主演，但實際上仙道才是主角。
- 後來，中山和仙道兩人主演TBS電視劇《畢業（日语：卒業 (テレビドラマ)）》（1990年1月—3月每週五21時播出）。
- 值得一提的是，自1964年6月—8月播出的海外電視影集《火星叔叔馬丁》移至2017年8月的每週四19時上旬播出以來，已經有22年沒有在這個時段播出電視劇，這是繼1960年2月—4月播出的《鐵人28號》（電視劇版）之後時隔26年半的首部國產劇。
- 反逆同盟所穿的白色水手製服曾經作為禮物贈送給觀眾。

## 漫畫版
- 漫畫版《水手服反逆同盟》在《少年隊長（日语：月刊少年キャプテン）》（德間書店出版）連載，從1986年11月到1987年4月為期六個月。本作是與同名電視劇合作出版，與《飛女刑事》不同的是，它不是根據漫畫改編（集數較短，只有6集，內容也有些不同）。原作由擔任本劇編劇的擔任，插圖由戶國美穗（水縞徹（日语：水縞とおる））擔任。《少年隊長》漫畫後來由大都社（日语：大都社）再版，但目前均已絕版。

## 腳註

## 外部連結
- 水手服反逆同盟 （页面存档备份，存于） （日語）—allcinema（日语：allcinema）

| 日本電視台系列 星期一 19時30分—20時00分 | 日本電視台系列 星期一 19時30分—20時00分                  | 日本電視台系列 星期一 19時30分—20時00分 |
| --------------------------------------- | -------------------------------------------------------- | --------------------------------------- |
|                                         | 水手服反逆同盟 （1986年10月13日—1987年3月23日）          |                                         |
| ↓ ※至今只有樂敦製藥提供贊助時段。       | 橙路 （1987年4月6日—1988年3月7日） ※此時段開始為動畫時段 |                                         |